# Bern
Bern (fransk: Berne; italiensk: Berna; rætoromansk: Berna) er forbundshovedstad i Schweiz og landets fjerdestørste by (efter Zürich, Basel og Geneve) med 134.506(2022) indbyggere (med forstæder: 350.000; metropol: 660.000). Floden Aare flyder gennem byen. Bern er administrativt center i den tosprogede (tysk og fransk) Kanton Bern, der er den næstmest befolkede af Schweiz' 26 kantoner. Den gamle bydel i Bern er på UNESCOs Verdensarvsliste.

## Historie
Efter de første bosættelser på halvøen Engehalbinsel nord for Bern i Le-Tène-tiden var der en gallo-romersk Vicus, som blev opgivet mellem 165 og 211 e.v.t. I 1191 blev byen erobret af hertug Berthold V af Zähringen. Ifølge legenden kaldte han byen Bern, fordi han skulle have fanget en bjørn på dette sted. Mere sandsynligt er det imidlertid, at Berchthold opkaldte byen til ære for sagnhelten Dietrich von Bern, som han beundrede (Bern i Dietrichs navn er et gammelt tysk navn for Verona). Nu er den sandsynligste mulighed, at navnet kommer fra det keltiske ord Berna, som betyder kløft ment på et afsnit af Aare. I den romerske tid var der en Vicus på Engehalbinsel. Berchthold byggede byen på landtungen i Aare, så den var naturligt beskyttet på tre sider. På den fjerde side mod land opførtes en bymur med vagttårn. Byens beskyttede placering muliggjorde en hurtig vækst i retning mod vest.
Efter at Zährunger-slægten uddøde i 1218, blev Bern en fri rigsstad. Berns endegyldige uafhængighed kom med Slaget ved Dornbühl (1298) og Laupenkrigen (1339). I sidstnævnte slag fik Bern støtte fra kantonerne Uri, Schwyz og Unterwalden, som Bern havde dannet forbund med i 1323. I 1353 indtrådte Bern som det ottende område i det gamle edsforbund. Efter en stor bybrand i 1405 genopbyggede man byen i sandsten, hvor bygningerne tidligere var af træ. Byens middelalderlige bybillede fra dengang er i store træk bevaret til i dag.
I 1439 og 1565 havde man to udbrud af pest i byen, hvor det sidste varede næsten to år og kostede 5.000 bernere livet. Mellem 1622 og 1646 byggede man forsvarsskansen Grosse Schanze mod vest. Skansen blev nedbrudt mellem 1834 og 1846 for at gøre plads til en byudvidelse. Hovedbygningen af Berns Universitet er bygget på de sidste rester af skansen.
I 1700-tallet var indbyggertallet svagt faldende, men i midten af 1800-tallet steg befolkningstallet mærkbart. Befolkningstilvæksten steg yderligere, efter at den første schweiziske forbundsforsamling i 1848 havde udpeget Bern som sæde for forbundsmyndighederne. Med det stigende antal borgere, der vandrede fra land til by, forandredes den politiske styreform i Bern sig efterhånden. Hidtil havde den bestået af et antal råd understøttet af rigmandsfamilier. Efterhånden indførtes en Gemeindeversamlung med direkte demokrati udøvet i folkeforsamlinger, hvor der stemtes ved håndsoprækning. Disse blev i 1887 afløst af hemmelige afstemninger, hvor der valgtes en borgmester og et antal delegerede. I 1894 indførte Bern som en af de første kommuner proportionalvalg til byrådsvalg. Som den første socialdemokrat blev Gustav Muller indvalgt i byrådet i 1895, og i 1918 opnåede partiet absolut flertal. I årene frem til 1920 fik Bern dermed den første socialdemokratiske borgmester. Det politiske billede i Bern byråd har fra 1950'erne været præget af mange små partier. I 1968 opnåede kvinder politisk ligeret i Bern.

## Geografi
Byen Bern ligger i det schweiziske Mittelland ved floden Aare. Berns gamle bydel ligger ved en flodsløjfe, og bydelen ligger således som en tange med vand omkring tre sider. Fra den gamle bydel breder byen sig ud i en 12 kilometers radius.
Byen er omgivet af højdedrag og store skovområder. Selve hovedstaden udgøres foruden Bern af en række omegnskommuner, og området har i alt omkring 350.000 indbyggere. Selve den bybebyggede del udgøres af kommunerne Bern, Bremgarten bei Bern, Köniz, Muri, Ostermundigen, Ittigen, Bolligen og Zollikofen med tilsammen omkring 200.000 indbyggere.

### Klima
Byen Bern befinder sig i den tempereret klimazone med løvskov. De enkelte årstider er der ligesom i hele Schweiz stor forskel i. Gennemsnitligt falder der 85 millimeter nedbør pr. måned og 1.000 millimeter pr. år. Med 110 millimeter regner det på grund af Konvektionsregn næsten dobbelt så meget om sommeren som om vinteren. Gennemsnitligt kan man regne med 126 dage om året, hvor der falder mere end 1 millimeter regn.
Gennemsnitstemperaturen ligger på 8 °C. Om sommeren ligger dagsgennemsnitstemperaturen mellem 15 og 20 °C.
| Vejr for Bern                   | Vejr for Bern | Vejr for Bern | Vejr for Bern | Vejr for Bern | Vejr for Bern | Vejr for Bern | Vejr for Bern | Vejr for Bern | Vejr for Bern | Vejr for Bern | Vejr for Bern | Vejr for Bern | Vejr for Bern |
|                                 | Jan           | Feb           | Mar           | Apr           | Maj           | Jun           | Jul           | Aug           | Sep           | Okt           | Nov           | Dec           | År            |
| ------------------------------- | ------------- | ------------- | ------------- | ------------- | ------------- | ------------- | ------------- | ------------- | ------------- | ------------- | ------------- | ------------- | ------------- |
| Gennemsnitlig maks °C           | 2,8           | 4,7           | 9,5           | 13,4          | 18,2          | 21,6          | 24,3          | 23,7          | 19,1          | 13,8          | 7,3           | 3,5           | 13,5          |
| Gennemsnitlig min °C            | −3,6          | −3,1          | 0,2           | 3             | 7,4           | 10,5          | 12,5          | 12,3          | 8,9           | 5,4           | 0,4           | −2,3          | 4,3           |
| Gennemsnitlig nedbør mm         | 60            | 55            | 73            | 82            | 119           | 111           | 106           | 116           | 99            | 88            | 76            | 74            | 1.059         |
| Kilde (20. april 2017): TurVejr |               |               |               |               |               |               |               |               |               |               |               |               |               |

## Demografi
Med udgangen af 2006 boede der 127.882 borgere i Bern Kommune, heraf 21 % udlændinge. De største udenlandske befolkningsgrupper i Bern kommer fra Italien, Tyskland, tidligere Jugoslavien og Spanien.
| Gennemsnitligt befolkningstal | Gennemsnitligt befolkningstal | Gennemsnitligt befolkningstal | Gennemsnitligt befolkningstal | Gennemsnitligt befolkningstal | Gennemsnitligt befolkningstal | Gennemsnitligt befolkningstal | Gennemsnitligt befolkningstal | Gennemsnitligt befolkningstal | Gennemsnitligt befolkningstal | Gennemsnitligt befolkningstal | Gennemsnitligt befolkningstal | Gennemsnitligt befolkningstal | Gennemsnitligt befolkningstal | Gennemsnitligt befolkningstal | Gennemsnitligt befolkningstal | Gennemsnitligt befolkningstal |
| ----------------------------- | ----------------------------- | ----------------------------- | ----------------------------- | ----------------------------- | ----------------------------- | ----------------------------- | ----------------------------- | ----------------------------- | ----------------------------- | ----------------------------- | ----------------------------- | ----------------------------- | ----------------------------- | ----------------------------- | ----------------------------- | ----------------------------- |
| År                            | 1860                          | 1870                          | 1880                          | 1888                          | 1900                          | 1910                          | 1920                          | 1930                          | 1941                          | 1950                          | 1960                          | 1970                          | 1980                          | 1990                          | 2000                          | 2006                          |
| Indbyggere                    | 31.050                        | 37.548                        | 45.743                        | 48.605                        | 67.550                        | 90.937                        | 104.626                       | 111.783                       | 130.331                       | 146.499                       | 136.172                       | 162.405                       | 145.254                       | 136.338                       | 128.634                       | 127.882                       |

Tysk er officielt sprog i Bern og tales i den særlige dialekt, der kaldes Berndeutsch. Det er en højalemannisk dialekt og en variant af schweizertysk.
Cirka 41 % af bernerne tilhører den reformerte kirke, 25 % tilhører den romerskkatolske kirke (2005), omkring 3,8 % er muslimer, mens omkring 1,5 % tilhører den ortodokse kirke (2000). Bern er sæde for den kristkatolske biskop i Schweiz, og synagogen i Bern er midtpunkt for det jødiske samfund med omkring 340 medlemmer.
Bern har et overskud af kvinder, da 52,7 % er kvinder, mens 47,3 % er mænd, men der er markante forskelle mellem schweizere og udlændinge. For hver 100 kvindelige schweizere er der 83,6 % mandlige, mens der for hver 100 kvindelige udlændinge er 115,6 mandlige.

## Politik
Kommunalbestyrelsen Stadrat består af 80 medlemmer, der vælges for en fireårig periode. Seneste valg var den 28. november 2004, hvor byrådet fik følgende sammensætning:
| Partier i Berns byråd ved valget 2004               | Partier i Berns byråd ved valget 2004 | Partier i Berns byråd ved valget 2004 | Partier i Berns byråd ved valget 2004 |
| Parti                                               | Antal stemmer                         | Mandater                              | Heraf kvinder                         |
| --------------------------------------------------- | ------------------------------------- | ------------------------------------- | ------------------------------------- |
| Schweiz. Volkspartei und Junge Schweiz. Volkspartei | 355.630                               | 10                                    | 1                                     |
| Schweizer Demokraten                                | 78.673                                | 2                                     | 1                                     |
| Evangelische Volkspartei                            | 99.379                                | 2                                     | 1                                     |
| FDP Frauen                                          | 161.576                               | 5                                     | 5                                     |
| jungfreisinnige stadt bern                          | 55.008                                | 1                                     | 0                                     |
| CVP Familie - Arbeit - Sicherheit                   | 109.012                               | 3                                     | 0                                     |
| Sozialdemokratische Partei, JUSO, u. Gewerkschaften | 802.557                               | 24                                    | 12                                    |
| Arbeitnehmer + Rentnerpartei                        | 39.105                                | 1                                     | 0                                     |
| FDP Männer                                          | 283.763                               | 9                                     | 0                                     |
| Grünes Bündnis und GewerkschafterInnen              | 255.572                               | 8                                     | 5                                     |
| Grüne Partei Bern - Demokratische Alternative       | 49.290                                | 1                                     | 0                                     |
| Junge Alternative JA!                               | 72.874                                | 2                                     | 1                                     |
| Partei der Arbeit                                   | 43.454                                | 1                                     | 1                                     |
| EDU Stadt Bern                                      | 35.354                                | 1                                     | 0                                     |
| Grüne Freie Liste                                   | 319.864                               | 10                                    | 6                                     |
| Total                                               | 2.761.111                             | 80                                    | 33                                    |

Byen styres af Gemeinderat, som består af fem medlemmer, der hver leder en af de fem forvaltninger. Ved valget i 2004 opnåede højrepartierne FDP/SVP/CVP to mandater og den rød-grønne-midteralliance tre mandater.
Tre af de fem medlemmer er kvinder. Borgmesteren (Stadtpräsident) er én blandt de fem medlemmer af Gemeinderat. I 2004 valgtes Alexander Tschäppät fra Sozialdemokratische Partei som borgmester. Ved valgene til Gemeinderat og Stadtrat gælder forholdstalsvalg, og til valg af borgmesteren benyttes majoritetsvalg. Hvis antallet af kandidater ikke overstiger antallet af pladser, kan man undlade at afholde valg (kaldes Stille Wahlen).
Da socialdemokraterne og de grønne udgør flertallet i både Stadtrat og Gemeinderat, er deres politik bestemmende for byens udvikling. Der er ingen formel koalition mellem de to partier, og som følge af det direkte demokrati i Schweiz sendes alle vigtige spørgsmål til folkeafstemning. Øvrige store partier i Bern er det liberale Freie Demokratische Partei og Schweizerische Volkspartei, der er et nationalistisk konservativt parti.

## Erhverv og økonomi
Bern indgår som et af centrene i det regionale samarbejde Espace Mittelland, som omfatter kantonerne Bern, Solothurn, Fribourg, Neuchatêl, Jura, Vaud og Valais. I denne region er der 2,5 millioner indbyggere og 900.000 arbejdspladser. Ansvaret for erhvervsudviklingen ligger på kantonsniveau, og derfor indgår hovedstaden Bern i hele kantonens strategi for regional udvikling. Byen Bern er et af de stærkeste økonomiske områder i Schweiz og er samtidig den økonomisk drivende kraft i kantonen.
Efter en kort opblomstring af industrielle erhverv i midten af 1800-tallet vendte erhvervsstrukturen i Bern omkring skiftet til det 20. århundrede, således at den procentvise andel af ansatte i stigende grad er flyttet til den tertiære sektor. Således er omkring 80 % af arbejdsstyrken i dag ansat i den tertiære sektor, primært serviceerhverv. Antallet af arbejdspladser har særligt i perioden efter 1950 været stigende. Til gengæld har antallet af erhvervsaktive i byen ligget nogenlunde konstant omkring 70.000. Arbejdskraften er i stigende omfang pendlere, der i samme periode steg fra 13.700 til 77.100. Ved udgangen af 2005 var der i alt 8.733 virksomheder med i alt 148.145 arbejdspladser. Omkring 12 % af arbejdspladserne findes inden for den offentlige administration, der er lagt i Bern i kraft af dens status som kantonal- og forbundshovedstad.
Turismen spiller en væsentlig rolle for byen og perioden 2004-2007 er antallet af overnatninger steget 20 %. Målt i forhold til overnatninger modtager Schweiz flest gæster fra (overnatninger i 2007 i parentes) Tyskland (116.419), USA (36.406), England (23.125), Italien (21.945), Frankrig (19.594), Spanien (18.991), Japan (16.558) og Østrig (12.286). Der var i 2007 33 overnatningssteder med i alt 3.234 senge. Disse havde i gennemsnit en udnyttelsesgrad på 56,3 %.

## Trafik
Bern er forbundet med motorvejene A1, A6 og A12.
Den kollektive trafik drives hovedsagelig af selskabet Bernmobil, der driver tre sporvognslinjer samt flere trolleybus- og buslinjer. Bustrafikken til omegnskommunerne køres af Postauto samt af Regionalverkehr Bern-Solothurn (RBS). Siden 2004 er Bernmobil indgået i billetfællesskabet Bern-Solothurn, der strækker sig over byerne Bern og Solothurn samt Emmental. Berner S-Bahn forbinder ligeledes omegnsbyerne. Med 13 linjer forbindes Thun, Emmental, Biel, Solothurn, Neuenburg, Freiburg og Schwarzenburg med Bern. S-banen drives af RBS.
Berns hovedbanegård er knudepunkt for fjerntrafikken, der køres af Schweizerische Bundesbahnen (SBB) samt for S-togstrafikken. Herfra kører tog med nationale destinationer (f.eks. Zürich, Basel, Luzern, Lausanne og Genève) samt internationale forbindelser til Tyskland (herunder med ICE-tog), Frankrig (TGV-tog), Italien (Pendolino-tog) og Spanien (Talgo-tog). Målt på trafikantal er Berns hovedbane næststørst i Schweiz efter Zürich, mens Basel er tredjestørst. Under banegården findes endestation for de tre smalsporede baner, der drives af RBS, og som er integreret i S-togsnettet.
Marzilibahn er en kabelbane, der forbinder kvarteret Marzili ved Aare-bredden med regerings- og parlamentsbygningen Bundeshaus. Med en længde på kun 105 meter er det en af de korteste kabelbaner i Europa. Endvidere forbinder en kabelbane forstaden Wabern med det 858 meter høje bjerg Gurten (Gurtenbahn).
Flytrafikken håndteres fra lufthavnen Flughafen Bern-Belp, der ligger syd for byen i kommunen Belp. Lufthavnen havde i 2007 51.217 starter og landinger og 106.614 passagerer. Lufthavnen har én start- og landingsbane med en længde på 1.730 meter. Herudover er der to græslandingsbaner.

## Uddannelse
I Bern er der 22 offentlige folkeskoler fordelt på seks skolekredse; hertil kommer en række private skoler. Ud over disse findes en specialskole (Schulhaus Länggasse) for børn med indlæringsvanskeligheder eller sociale problemer samt en skole for børn med sprogproblemer (Schulhaus Matte). Der er otte gymnasier, hvoraf fire er private.
Universitetet i Bern har omkring 13.000 studerende (53 % kvinder og 47 % mænd) med fakulteter inden for teologi, retsvidenskab, samfundsvidenskab, medicin, veterinærvidenskab, filosofi, historie, humaniora og naturvidenskab. Universitet blev i sin nuværende form grundlagt i 1834, men allerede i det 16. århundrede grundlagde man efter Refomationen en uddannelse til understøttelse af det reformerte præsteskab. I det 18. århundrede kom jura og matematik til, og i 1805 omdannede man uddannelsen med sine dybe rødder i teologiskolen til et akademi med fire fakulteter. I 1834 etableredes så universitetet, og fra 1900 blev antallet af fakulteter løbende udvidet.
Berner Hochfachschule (BFH) er en samlet betegnelse for i alt seks faghøjskoler, der fungerer som nationale kompetencecentre inden for hver deres fagområde. I sin nuværende form er den grundlagt i 1997 og har omkring 5.500 studerende. Uddannelserne er fordelt på fem campi, hvoraf den ene ligger i selve Bern. Der uddannes på bachelor- og kandidatniveau inden for:
- Kunst, musik og teater.
- Teknik og informatik.
- Økonomi, forvaltning, sundhed og socialt arbejde.
- Arkitektur, træ og byggeri.
- Sport.
- Landbrug.

Herudover findes en helt række forskellige fag- og erhvervsskoler, ligesom der også er et musikkonservatorium og en skole for jazz.

## Seværdigheder
I Berns gamle, brede gader findes talrige historiske brønde med diverse motiver fra det 16. århundrede. De er medvirkende til Berns plads på UNESCOs Verdensarvsliste. Et af byens mesterværker er Zytglogge-tårnet med sit figurspil og det astronomiske ur. Tårnet udgjorde byens vestport fra 1191 til 1256. Andre tårne i byen er Käfigturm, der fra 1256 til 1344 udgjorde Berns anden vestport, og Holländerturm, der siden 1256 var en del af det tredje forsvarbælte.
Bundeshaus, Schweiz' parlamentsbygning, blev bygget efter planer af arkitekten Hans Wilhelm Auer og stod færdig i 1902. Bygningens tre kuppeltage med irret kobber gør den særlig markant. Bundeshaus består egentlig af tre bygninger, hvoraf den midterste under den store kuppel rummer Nationalrådets mødesal, Ständerats mødesal, udvalgsmødelokaler og vandrehallen, der bruges til modtagelser af udenlandske stats- og regerings ledere.
Erlacherhof er historisk og arkitektonisk det mest betydende private bygningsværk i Bern. Det blev bygget 1747 af arkitekten Albrecht Stürler og var fra 1848 sæde for Schweiz' forbundsråd. I dag er bygningen sæde for bystyrets Gemeinderat.
Untertorbrücke er den ældste, endnu bestående, bro i Bern. Den første bro på stedet blev bygget i 1256, mens den nuværende bro stammer fra omkring 1490.
I Berns gamle bydel står den største og vigtigste senmiddelalderkirke i Schweiz, Berner Münster. Den er bygget i gotisk stil. Grundstenen blev lagt i 1421 på det sted, hvor Leutkirche fra 1190 tidligere lå.
Kunstmuseum Bern blev grundlagt i 1879 g det er landets ældste kunstmuseum. Dets samling tæller over 3000 malerier.

## Kultur
Bern har et stort og righoldigt kulturudbud.

### Teater
På Stadttheater Bern opføres opera, skuespil og ballet. Teateret er opført i nyklassicistisk stil og åbnede i 1903.
Schlachthaus Theater Bern har siden 1998 været gæstespillested for den frie teaterscene. Teateret er Berns centrum for nutids- og eksperimenterende teaterkunst. Børne- og ungdomsteater er en integreret del af teateret. Mere traditionelt teater udbydes på Das Theater an der Effingerstrasse. Teateret blev etableret i 2000, efter at det tidligere Atelier Theater i 1996 blev lukket efter 45 år som følge af, at teatrets offentlige tilskud bortfaldt. Det nuværende teater finansieres fortrinsvis med private midler. Narrenpack Theater Bern er et folketeater og opfører primært komedier.

### Musik
Berner Symphonie-Orchester, grundlagt i 1877, er et af Schweiz' største orkestre med omkring 100 musikere. Orkesteret giver omkring 40 koncerter om året og fungerer også som operaorkester for Stadttheater Bern. Mange af orkesterets koncerter gennemføres i koncerthuset Kultur-Casino Bern, der blev bygget 1906-1908.
Dampfzentrale er et kulturcentrum for nutidig dans og musik. Det er etableret i et gammelt vandkraftværk, som bystyret ønskede at nedrive, da vandværksdriften sluttede, men fredningsmyndighederne forhindrede dette. Efter mange års diskussion om bygningens brug blev den i 1987 besat af en gruppe unge, der ønskede at udnytte bygningen til kulturelle formål. Stedet er i dag vokset til et af byens vigtige kulturcentre med mere end 500 årlige arrangementer.
Gurtenfestival er en årlig tilbagevendende begivenhed, hvor titusinder tager til bjerget Gurten for at deltage i musikfestivalen, som er blandt de største i Schweiz. På programmet står rock og (alternativ) pop med internationale navne som Bob Dylan, UB40, Simple Minds, Pet Shop Boys, Iggy Pop og Oasis. Festivalen har eksisteret siden 1977. Foreningen BeJazz gennemfører mere end 80 jazzarrangementer om året og er blevet en anerkendt del af den tyskschweiziske jazzscene.
I ungdomskulturen er Gaskessel kendt som et af de ældste ungdomskulturcentre i Europa. Siden begyndelsen af 1970'erne har koncerter, teater, udstillinger, filmnætter og mange andre socio-kulturelle begivenheder regelmæssigt fundet sted. Om sommeren gennemføres også store outdoor-partys. Gaskessel på Berns gamle gasværksgrund er samtidig et arbejdstilbud til marginaliserede unge, der kan deltage i "daglønner"-projekter. Wasserwerk er Berns største technosted, hvor der også spilles live-musik. Kulturzentrum Reithalle er et betydeligt sted for den autonome ungdomskultur, hvor der udbydes koncerter, film- og teaterforevisninger, perfomances og udstillinger.

## Fritid
Bern har omkring 40 større og mindre parkanlæg med et samlet areal på 760.000 m² og omkring 90 offentlige legepladser. I byens centrum ligger Kleine Schanze. Her afholdes om sommeren forskellige kulturarrangementer i parkens musikpavillon. Parken er en del af det gamle forsvarsanlæg og blev i det 19. århundrede omdannet til parkanlæg. Parken var i mange år belastet af narkohandel, indtil den gennemgik en ombygning og blev genindviet i foråret 2001. Fra parken er der smuk udsigt til Alperne. I bydelen Breitenrain-Lorraine ligger Rosenhaven med 223 rosensorter, 200 irissorter og 28 rhododendronarter. Rosenhaven ligger højt over den gamle bydel og har et bibliotek med læsehave, en stor legeplads samt en restaurant med udsigt. Sammen med byens mange parkanlæg udgør bredden af Aare-floden ligeledes et vigtigt rekreativt tilbud til indbyggere og turister. Byens tre kirkegårde har parklignende karakter og benyttes som rekreative arealer.
Tierpark Dählhölzi, Berns zoologiske have fra 1937, har omkring 220 forskellige dyrearter. Parken er berømt for sin bjørnegrav med to til fire bjørne. Bjørnen er Berns vartegn, og man har sikre vidnesbyrd om, at der allerede i 1411 var en bjørnegrav i nærheden Käfigturm. Den nuværende bjørnegrav stammer fra 1857 og blev restaureret i 1970. I 2009 flyttede man bjørnene til en ny bjørnepark på et 10.000 km² stort areal ved siden af den nuværende bjørnegrav.

## Sport

### Idrætsanlæg
I Bern stod Stadion Wankdorf 80 år. Det blev navngivet efter kvarteret, hvor det lå. Det var bygget i 1920, efter at den gamle Spitalacker-Platz fik for få pladser. Dengang havde den kun 11.000 pladser. Det blev udbygget, så det ved højdepunkterne af dens størrelse havde mere end 60.000 pladser. Det gamle Wankdorf var scenen for verdensmesterskabsfinalen 1954 (Vidunderet fra Bern). I 2001 blev det gamle Wankdorf revet ned og genbygget op som Stade de Suisse med plads til 31.783 tilskuere. Det er landets næststørste fodboldstadion. Bygningen kostede 350 millioner frank (dengang 1,7 milliarder danske kroner).
PostFinance-Arenaen, bygget i 1967, er med sine 17.131 pladser den største issporthal i Schweiz og en af de største i Europa.

### Sportsklubber
Fodboldklubben BSC Young Boys spiller i Axpo Super League, den bedste schweiziske liga og er blevet mester 12 gange (senest i 2018) og vicemester 16 gange (sidste gang 2017). Klubbens U21-hold spiller i den, for dem, højst mulige liga. Den egentlige by- og traditionsklub er FC Bern, som var gode i starten af det 20. århundrede.
Ishockeyklubben SC Bern spiller i den højeste ishockeyliga, National League A, hvor den er blevet mester 15 gange siden 1959 (senest i sæsonen 2016/2017).